# Pruflas: Book of Angels Volume 18
 (novembre 2023).
Pruflas: Book of Angels Volume 18 est un album de John Zorn joué par David Krakauer et son groupe, sorti en 2012 sur le label Tzadik. Les compositions sont de John Zorn, les arrangements et la production de David Krakauer. John Zorn apparaît sur Tandal ; son intervention a été rajoutée en post-production et il n'est pas crédité sur l'album.

## Titres
| No | Titre           | Durée |
| -- | --------------- | ----- |
| 1. | Ebuhuel         | 3:51  |
| 2. | Kasbeel         | 4:17  |
| 3. | Vual            | 4:58  |
| 4. | Parzial-oranir  | 11:10 |
| 5. | Egion           | 5:43  |
| 6. | Neriah-mahariel | 7:03  |
| 7. | Tandal          | 3:35  |
| 8. | Monadel         | 5:51  |

## Personnel
- David Krakauer - clarinette, clarinette basse
- Sheryl Bailey - guitare
- Jerome Harris - basse électrique, voix
- Michael Sarin - batterie
- Keepalive - samplers, boîte à rythmes
- John Zorn - saxophone alto (7; non crédité)